# Cantó de Châteauroux-Sud
El cantó de Châteauroux-Sud és un cantó francès del departament de l'Indre, situat al districte de Châteauroux. Compta amb part del municipi de Châteauroux.

## Municipis
- Châteauroux (part)

## Història
| Data d'elecció                           | Identitat          | Partit | Qualitat |
| ---------------------------------------- | ------------------ | ------ | -------- |
| 1973-1994                                | Jacques Massonneau | PS     |          |
| 1994-1997                                | Jean-Yves Gateaud  | PS     |          |
| 1997-                                    | Thérèse Delrieu    | PS     |          |
| les dades anteriors no són pas conegudes |                    |        |          |
|                                          |                    |        |          |